# Adelphobolbina
Adelphobolbina is een geslacht van uitgestorven kreeftachtigen uit de klasse van de Ostracoda (mosselkreeftjes).

## Soorten
- Adelphobolbina aliquanta Berdan & Copeland, 1973 †
- Adelphobolbina bulbosa (Tolmachoff, 1902) Stover, 1956 †
- Adelphobolbina dubia Weyant, 1975 †
- Adelphobolbina ellesmerensis Weyant, 1975 †
- Adelphobolbina europaea Becker & Bless, 1971 †
- Adelphobolbina insitiva Kotschetkova & Tschigova, 1987 †
- Adelphobolbina longisulcata (Swartz & Oriel, 1948) Bless & Jordan, 1972 †
- Adelphobolbina mackenziensis Copeland, 1978 †
- Adelphobolbina medialis Stover, 1956 †
- Adelphobolbina megalia (Kesling & Tabor, 1952) Stover, 1956 †
- Adelphobolbina papillata (Tolmachoff, 1902) Stover, 1956 †
- Adelphobolbina papillosa (Ulrich, 1891) Stover, 1956 †
- Adelphobolbina pinguis (Kesling & Mcmillan, 1951) Stover, 1956 †
- Adelphobolbina prongsensis Berdan & Copeland, 1973 †
- Adelphobolbina protuberata (Tolmachoff, 1926) Weyant, 1975 †
- Adelphobolbina rectangularis Zbikowska, 1983 †
- Adelphobolbina reticulata Shi & Wang, 1987 †
- Adelphobolbina spicata (Kesling & Mcmillan, 1951) Stover, 1956 †
- Adelphobolbina striatoreticulata Shi, 1986 †
- Adelphobolbina trilobata (Stewart, 1936) Stover, 1956 †